# Artur II de Bretanya
Artur II de Bretanya (25 de juliol de 1261 - castell de L'Isle, 27 d'agost de 1312) fou duc de Bretanya del 1305 al 1312, fill de Joan II de Bretanya i de Beatriu d'Anglaterra.

## Biografia
Fill i successor de Joan II de Bretanya el 18 de novembre de 1305, era net d'Enric III d'Anglaterra, i va aconseguir que el ducat fos reconegut com a independent pels francesos. Va dividir el territori bretó en vuit batllies: Leon, Kernev, Landreger, Penteur, Gwened, Naoned, Roazhon i Sant Malou. El 1309 també convocaria per primer cop els Estats Generals de Bretanya, antecessors del futur parlament bretó, en els quals, per primer cop a la història "francesa", hi tenia representació pròpia l'anomenat "Tercer Estat". Va abaixar els impostos al clergat.
Va morir el 27 d'agost de 1312 al castell de L'Isle i enterrat als germans Menors de Vannes en una tonba de marbre que es va fer construir i que fou vandalitzada durant la revolució. Les restes, utilitzades per empedrar una carretera, foren recuperades i avui dia estan exposades al públic.

## Matrimoni i descendència
Casat el 1275, a Tours, amb Maria de Llemotges (1260-1290) vescomtessa de Lilemotges, filla i hereva de Guiu VI, vescomte de Llemotges, i de Margarida de Borgonya (morta el 1277), van tenir tres fills:
- El major, Joan III de Bretanya el Bo (1286 – 1341), hereu del ducat de Bretanya
- El segon, Guiu (1287 – 1331), hereu del comtat de Penthièvre i del vescomtat de Llemotges
- Pere (1289 – 1312), senyor d'Avesnes.

Artur va tornar a casar-se el maig de 1294, aquest cop amb Iolanda o Violant de Dreux (també anomenada Iolanda de Montfort) (1263 – 1330), reina vídua d'Escòcia (esposa d'Alexandre III d'Escòcia) comtessa de Montfort, filla de Robert IV, comte de Dreux i de Braine, i de Beatriu de Montfort, comtessa de Montfort. Van tenir sis fills: 
1. Jean (1294 – 1345), comte de Montfort; pretendent al ducat de Bretanya
2. Beatriu de Bretanya (7 de desembre de 1295 – 9 de desembre de 1384), dama d'Hédé, casada el 1315 amb Guiu X de Laval († 1347)
3. Joana (1296 – 24 de maig de 1364), casada el 1323 amb Robert de Cassel (Robert de Flandes) († 1331), comte de Marle
4. Alix de Bretanya (1297-1377) (1297 – 1377), casada amb Bucard VI, comte de Vendôme († 1354) i de Castres
5. Blanca (nascuda el 18 de juliol del 1300), morta jove;
6. Maria (1302 – 24 de maig de 1371), religiosa a Poissy.